# Джек Маркелл
Джек Маркелл (англ. Jack Markell; нар. 26 листопада 1960, Ньюарк, Делавер) — американський політик, який представляє Демократичну партію. 73-й губернатор штату Делавер (з 20 січня 2009) по 17 січня 2017 року.

## Біографія

### Ранні роки, освіта та кар'єра
Джек Маркелл виріс в Ньюарку, штат Делавер, де закінчив середню школу. Потім він отримав ступінь бакалавра в галузі економіки в Браунівському університеті і ступінь магістра ділового адміністрування в Чиказькому університеті. В юності він відвідував літній табір Галіл молодіжного соціалістично-сіоністського руху Habonim Dror.
Маркелл був віце-президентом з корпоративного розвитку в компанії Nextel Communications, де займався впровадженням бездротових технологій. Він також обіймав керівну посаду в корпорації Comcast, був консультантом у McKinsey and Company, Inc. і банкіром в First Chicago Corporation.

### Політична кар'єра
Маркелл був обраний скарбником штату Делавер в 1998 році, а потім переобраний в 2002 і 2006 роках. На цій посаді він керував розробкою ряду освітніх програм, відомих під загальною назвою «Ініціативи фінансової грамотності». Він створив школу Delaware Money School, яка пропонувала безкоштовні курси з таких тем, як накопичення грошей для коледжу та пенсійне планування. Він також співпрацював з Університетом штату Делавер, Центром економічної освіти та підприємництва, а також декількома банками Делаверу з метою навчання дітей основам фінансової грамотності.
6 червня 2007 Маркелл офіційно оголосив про намір балотуватися на посаду губернатора штату Делавер. 9 вересня він виграв праймеріз, набравши 51,2 % голосів. На загальних виборах Маркелл досить легко переміг республіканця Вільяма Свейна Лі, обійшовши останнього більш ніж на 35 %.

### Особисте життя
Маркелл одружений з Карлою Маркелл. У них двоє дітей: Моллі і Майкл.